# Maromaku
Maromaku ist eine kleine Siedlung im Far North District der Region Northland auf der Nordinsel von Neuseeland.

## Geographie
Die Siedlung befindet sich rund 11 km südlich von Kawakawa unmittelbar südlich vom New Zealand State Highway 1. Die Bahnstrecke Auckland–Opua führt durch den Ort.

## Bildungswesen
Maromaku hat eine Grundschule für die Klassen 1 – 8.